# Better Dayz
Better Dayz — четвертий посмертний студійний альбом американського репера Тупака Шакура, випущений 26 листопада 2002 р. Платівка є колекцією невиданого матеріалу й реміксованих пісень періоду Makaveli, коли виконавець був підписантом Death Row Records. Є третім релізом, випущеним без творчого внеску репера. «Military Minds» записано з участю членів Boot Camp Clik, Buckshot і Smif-n-Wessun (останніх зазначено як Cocoa Brovaz). Трек мав увійти до спільного альбому Шакура й Boot Camp Clik One Nation, який офіційно не видали через смерть першого.
«Thugz Mansion» має 2 версії: акустичну з Nas, на котру зняли відеокліп, та хіп-хоп версію з Ентоні Гемілтоном. 31 січня 2003 RIAA сертифікувала реліз двічі платиновим у США. У травні 2003 реліз також став тричі платиновим у Канаді. Better Dayz дебютував на 5-ій сходинці Billboard 200 з результатом у 366 тис. проданих копій за перший тиждень.
Виконавчі продюсери: Шуґ Найт, Афені Шакур. «Ghetto Star» потрапила до саундтреку відеогри 25 to Life.

## Список пісень

### Диск 1
| #   | Назва                                                                       | Продюсер(и)                                                                             | Тривалість |
| --- | --------------------------------------------------------------------------- | --------------------------------------------------------------------------------------- | ---------- |
| 1.  | «Intro»                                                                     | 7 Aurelius                                                                              | 0:56       |
| 2.  | «Still Ballin' (Nitty Remix)» (з участю Trick Daddy)                        | Johnny «J» — ремікс: Nitty                                                              | 2:50       |
| 3.  | «When We Ride on Our Enemies (Briss Remix)»                                 | Johnny «J» — ремікс: Briss                                                              | 2:54       |
| 4.  | «Changed Man (Jazze Pha Remix)» (з участю Johnta Austin, T.I. та Jazze Pha) | Johnny «J» — ремікс: Jazze Pha                                                          | 3:52       |
| 5.  | «Fuck Em All» (з участю Outlawz)                                            | Johnny «J»                                                                              | 4:26       |
| 6.  | «Never B Peace (Nitty Remix)» (з участю E.D.I. та Kastro)                   | Johnny «J» — ремікс: Nitty                                                              | 4:59       |
| 7.  | «Mama's Just a Little Girl (KP Remix)» (з участю Kimma Hill)                | Johnny «J» — ремікс: Kip «KP» Wilson                                                    | 4:58       |
| 8.  | «Street Fame (Briss Remix)»                                                 | Daz Dillinger — ремікс: Briss                                                           | 4:30       |
| 9.  | «Whatcha Gonna Do» (з участю Outlawz)                                       | Johnny «J» — ремікс: E.D.I.                                                             | 3:39       |
| 10. | «Fair Xchange» (з участю Jazze Pha)                                         | Johnny «J» — ремікс: Jazze Pha                                                          | 3:52       |
| 11. | «Late Night» (з участю Outlawz та DJ Quik)                                  | DJ Quik                                                                                 | 4:18       |
| 12. | «Ghetto Star» (з участю Nutt-So)                                            | Go-Twice                                                                                | 4:15       |
| 13. | «Thugz Mansion (Nas Acoustic)» (з участю Nas та J. Phoenix)                 | Johnny «J» — ремікс: A. «Pitboss» Johnson, Aulsondro «Novelist» Hamilton, Claudio Cueni | 4:13       |

### Диск 2
| #   | Назва                                                  | Продюсер(и)                                 | Тривалість |
| --- | ------------------------------------------------------ | ------------------------------------------- | ---------- |
| 1.  | «My Block (Nitty Remix)»                               | ремікс: Nitty                               | 5:22       |
| 2.  | «Thugz Mansion (7 Remix)» (з участю Anthony Hamilton)  | Johnny «J» — ремікс: 7 Aurelius             | 4:07       |
| 3.  | «Never Call U Bitch Again» (з участю Tyrese)           | Johnny «J»                                  | 4:38       |
| 4.  | «Better Dayz» (з участю Mr. Biggs)                     | Johnny «J»                                  | 4:17       |
| 5.  | «U Can Call (Jazze Pha Remix)» (з участю Jazze Pha)    | Johnny «J» — ремікс: Jazze Pha              | 3:49       |
| 6.  | «Military Minds» (з участю Cocoa Brovaz та Buckshot)   | Darryl «Big D» Harper — ремікс: E.D.I. Mean | 5:29       |
| 7.  | «Fame» (з участю Outlawz)                              | Hurt M Badd                                 | 4:50       |
| 8.  | «Fair Xchange (Mýa Remix)» (з участю Mýa)              | Johnny «J» — ремікс: Troy Johnson           | 3:56       |
| 9.  | «Catchin Feelins» (з участю Outlawz)                   | E.D.I. Mean                                 | 4:54       |
| 10. | «There U Go» (з участю Outlawz, Big Syke та Jazze Pha) | Johnny «J»                                  | 5:30       |
| 11. | «This Life I Lead» (з участю Outlawz)                  | Johnny «J»                                  | 5:21       |
| 12. | «Who Do U Believe In» (з участю Yaki Kadafi)           | Johnny «J»                                  | 5:30       |
| 13. | «They Don't Give a Fuck About Us» (з участю Outlawz)   | Johnny «J»                                  | 5:08       |
| 14. | «Outro»                                                |                                             | 0:13       |

## Семпли
- «Better Dayz»
  - «Let's Fall in Love (Parts 1 & 2)» у вик. The Isley Brothers
- «Catchin Feelins»
  - «Peter Piper» у вик. Run-DMC
- «Late Night»
  - «Have Your Ass Home by 11:00» у вик. Річарда Прайора
  - «Wind Parade» у вик. Дональда Берда
  - «Last Night Changed It All (I Really Had a Ball)» у вик. Естер Вільямс
- «This Life I Lead»
  - «Naturally Mine» у вик. Al B. Sure!
- «Who Do U Believe In»
  - «Manifest Destiny» у вик. Jamiroquai

## Чартові позиції
| Чарт                      | Найвища позиція |
| ------------------------- | --------------- |
| Велика Британія           | 68              |
| Ірландія                  | 40              |
| Канада                    | 7               |
| Нідерланди                | 36              |
| Німеччина                 | 45              |
| Нова Зеландія             | 20              |
| США                       | 5               |
| US Top R&B/Hip-Hop Albums | 1               |
| Франція                   | 52              |
| Швейцарія                 | 60              |

## Сертифікації
| Країна          | Сертифікація  | Наклад   |
| --------------- | ------------- | -------- |
| Велика Британія | Золотий       | 100 тис. |
| Канада          | 3× Платиновий | 240 тис. |
| США             | 3× Платиновий | 3 млн    |